# Kohistan, Pakistan

Karta över Nordvästra Gränsprovinsen med distriktet Kohistan markerat med rött

Kohistan (urdu: کوہستان) är ett distrikt i den pakistanska provinsen Khyber Pakhtunkhwa. Administrativ huvudort är Dassu.

## Administrativ indelning
Distriktet är indelat i tre Tehsil.
- Palas Tehsil
- Pattan Tehsil
- Dassu Tehsil